# Lygodactylus
Die Gattung Lygodactylus, die 90 beschriebene Arten (Stand: Juni 2024) umfasst, gehört der Familie der Geckos (Gekkonidae) an. Wie bei den Gattungen Phelsuma (Taggeckos) und Sphaerodactylus (Kugelfingergeckos) aus derselben Familie, handelt es sich um tagaktive Echsen. Die kleinen Geckos, die auch „Zwerggeckos“ genannt werden, erreichen als adulte Tiere lediglich Gesamtlängen von vier bis maximal neun Zentimeter. Ein weiterer deutscher Trivialname lautet „Haftschwanzgeckos“, da sie nicht nur an den Zehen, sondern auch an der Unterseite der Schwanzspitze Haftlamellen besitzen. Durch diese Lamellen sind sie ausgezeichnet an das baumbewohnende Leben angepasst.
Hauptsächlich sind die Echsen in Afrika und auf Madagaskar zu finden, doch existieren auch zwei Arten in Südamerika. Zu einem großen Teil bewohnen sie subtropische und tropische Regionen.

## Lygodactylus picturatus
Der Gelbkopf-Zwerggecko (L. picturatus), der wohl einer der bekanntesten Geckos dieser Gattung in heimischen Terrarien sein dürfte, kommt im Küstenbereich Ostafrikas vor und ist ein reiner Baumbewohner. Die Männchen dieser Art werden etwas größer als die Weibchen und sind wesentlich auffälliger gefärbt. Während die Weibchen eine beigegraue Körperfärbung mit verstreuten Flecken aufweisen, ist der Körper der Männchen blaugrau gefärbt mit einem kräftig gelben Kopf (siehe Abbildung).

## Lygodactylus kimhowelli

Lygodactylus kimhowelli mit Beute

Lygodactylus kimhowelli ist der wissenschaftliche Name. Es gibt mehrere konkurrierende deutsche Bezeichnungen, die jedoch nicht eindeutig sind (u. a. Gelbkopf-Taggecko, Gelbkopf-Haftschwanzgecko oder Zwergstreifengecko).
Die Tiere werden gut sieben Zentimeter lang und können meist problemlos paarweise gehalten werden. Am besten in Terrarien mit einer Mindestgröße von 30 × 30 Zentimeter (L × B) in der Grundfläche, die Höhe ist variabel. Männchen und Weibchen unterscheidet man an der Färbung der Kehle (Männchen schwarz, Weibchen grau gestreift). Im Terrarium wird ein mäßig feuchtes Klima (25–30 °C, 40–60 % [tagsüber] bis 80 % [nachts] relative Luftfeuchtigkeit) bevorzugt. Gefressen werden kleine Insekten (Grillen, Spinnen, Heimchen; ca. sechs bis acht Beutetiere alle zwei Tage) und als Extra hin und wieder Fruchtbrei (Bananenbrei, Fertignahrung für Kinder etc.).

## Arten
- Lygodactylus angolensis Bocage, 1896
- Lygodactylus angularis Günther, 1893
- Lygodactylus arnoulti Pasteur, 1964
- Lygodactylus baptistai Marques, Ceriaco, Buehler, Bandeira, Janota & Bauer, 2020
- Lygodactylus bernardi FitzSimons, 1958
- Lygodactylus bivittis (Peters, 1883)
- Lygodactylus blancae Pasteur, 1995
- Lygodactylus blanci Pasteur, 1967
- Lygodactylus bonsi Pasteur, 1962
- Lygodactylus bradfieldi Hewitt, 1932
- Lygodactylus broadleyi Pasteur, 1995
- Lygodactylus capensis Smith, 1849
- Lygodactylus chobiensis Fitzsimons, 1932
- Lygodactylus conradti Matschie, 1892
- Lygodactylus conraui Tornier, 1902
- Lygodactylus decaryi Angel, 1930
- Lygodactylus depressus Schmidt, 1919
- Lygodactylus dysmicus (Perret, 1963)
- Lygodactylus expectatus Pasteur & Blanc, 1967
- Lygodactylus fischeri Boulenger, 1890
- Lygodactylus fritzi Vences, Multzsch, Gippner, Miralles, Crottini, Gehring, Rakotoarison, Ratsoavina, Glaw & Scherz 2022
- Lygodactylus gamblei Lobon-Rovira, Bauer, Pinto, Trape, Conradie, Kusamba, Julio, Cael, Stanley, Hughes, Behangana, Masudi, Pauwels & Greenbaum, 2023
- Lygodactylus grandisonae Pasteur, 1962
- Lygodactylus graniticolus Jacobsen, 1992
- Lygodactylus gravis Pasteur, 1964
- Lygodactylus grotei Sternfeld, 1911
- Lygodactylus guibei Pasteur, 1964
- Lygodactylus gutturalis (Bocage, 1873)
- Lygodactylus heterurus Boettger, 1913
- Lygodactylus howelli Pasteur & Broadley, 1988
- Lygodactylus inexpectatus Pasteur, 1964
- Lygodactylus insularis Boettger, 1913
- Lygodactylus intermedius Pasteur, 1995
- Lygodactylus keniensis Parker, 1936
- Lygodactylus kimhowelli Pasteur, 1995
- Lygodactylus klemmeri Pasteur, 1964
- Lygodactylus klugei Smith, Martin & Swain, 1977
- Lygodactylus lawrencei Hewitt, 1926
- Lygodactylus luteopicturatus Pasteur, 1964
- Lygodactylus madagascariensis Boettger, 1881
- Lygodactylus manni Loveridge, 1928
- Lygodactylus methueni Fitzsimons, 1937
- Lygodactylus miops Günther, 1891
- Lygodactylus mirabilis Pasteur, 1962
- Lygodactylus montanus Pasteur, 1964
- Lygodactylus nigropunctatus Jacobsen, 1992
- Lygodactylus ocellatus Roux, 1907
- Lygodactylus ornatus Pasteur, 1964
- Lygodactylus pauliani Pasteur & Blanc, 1991
- Lygodactylus picturatus (Peters, 1868)
- Lygodactylus pictus Peters, 1883
- Lygodactylus praecox Pasteur, 1995
- Lygodactylus rarus Pasteur & Blanc, 1973
- Lygodactylus rex  Broadley, 1963
- Lygodactylus scheffleri Sternfeld, 1912
- Lygodactylus scorteccii Pasteur, 1959
- Lygodactylus septemtuberculatus Angel, 1942
- Lygodactylus somalicus Loveridge, 1935
- Lygodactylus stevensoni Hewitt, 1926
- Lygodactylus thomensis (Peters, 1881)
- Lygodactylus tolampyae (Grandidier, 1872)
- Lygodactylus tuberosus Mertens, 1965
- Lygodactylus verticillatus Mocquard, 1895
- Lygodactylus waterbergensis Jacobsen, 1992
- Lygodactylus wetzeli Smith, Martin & Swain, 1977
- Lygodactylus williamsi Loveridge, 1952